# La Tumba Francesa
La Tumba Francesa is een traditionele culturele dans uit Cuba. De dans stamt uit de 18e eeuw.
De dans wordt begeleid door muziek uit West-Afrika en Frankrijk. Tumba komt van tambours, Frans voor trommel. De Haïtiaanse drumstijlen worden vaak gecombineerd met trompetspel van Cubaanse bands. De kleding van de dansers is flamboyant en kleurrijk.
Sinds 2003 is La Tumba Francesa opgenomen op de Lijst van Meesterwerken van het Orale en Immateriële Erfgoed van de Mensheid.